# Ataque químico de Douma
O ataque químico de Douma ocorreu em 7 de abril de 2018 na cidade de Douma, na Síria, e matou 70 pessoas. Os médicos no local afirmaram que a exposição ao gás cloro e ao agente nervoso sarin matou as vítimas. Vários relatórios atribuíram o ataque ao Exército Sírio, porém o governo sírio e seus aliados contestaram, negando qualquer envolvimento ou que um ataque químico tivesse ocorrido.